# إيرفين يالوم
إيرفين يالوم (بالإنجليزية: Irvin D. Yalom) (و. 1931 – م) هو كاتب، وبروفيسور (أستاذ جامعي)، ونفساني، وطبيب نفسي من الولايات المتحدة الأمريكية. ولد في واشنطن العاصمة.

## التعليم والحياة المبكرة
وُلِد يالوم في واشنطن العاصمة، هاجر والداه اليهوديان من بيلاروسيا قبل ولادته بخمسة عشر عاما وافتتحا في النهاية متجرًا للبقالة في واشنطن العاصمة. أمضى يالوم جزءًا كبيرًا من طفولته في قراءة الكتب في منزل العائلة الواقع فوق متجر البقالة وفي مكتبة محلية. بعد تخرجه من المدرسة الثانوية، التحق بجامعة جورج واشنطن ثم بكلية الطب بجامعة بوسطن.

## جوائز
حصل على جوائز منها:
- Oskar Pfister Award.

## روابط خارجية
- إيرفين يالوم على موقع IMDb (الإنجليزية)
- إيرفين يالوم على موقع الموسوعة البريطانية (الإنجليزية)
- إيرفين يالوم على موقع مونزينجر (الألمانية)
- إيرفين يالوم على موقع ميوزك برينز (الإنجليزية)
- إيرفين يالوم على موقع قاعدة بيانات الفيلم (الإنجليزية)